# Heideloh
Heideloh ist ein Ortsteil der Stadt Sandersdorf-Brehna im Landkreis Anhalt-Bitterfeld in Sachsen-Anhalt.

## Geografie
Heideloh befindet sich im Nordwesten der Stadt Sandersdorf-Brehna zwischen Zörbig im Westen und Bitterfeld im Osten.

## Geschichte
Heideloh ist eine Gründung des germanischen Volksstamms der Warnen und wurde 1388 erstmals urkundlich erwähnt. Heideloh gehörte bis 1815 zum kursächsischen Amt Zörbig. Durch die Beschlüsse des Wiener Kongresses kam der Ort zu Preußen und wurde 1816 dem Kreis Bitterfeld im Regierungsbezirk Merseburg der Provinz Sachsen zugeteilt, zu dem er bis 1944 gehörte.
1992 bildeten die Orte Sandersdorf, Heideloh, Ramsin, Renneritz und Zscherndorf die Verwaltungsgemeinschaft Sandersdorf, aus der mit ihrer Auflösung am 1. Juli 2004 die Einheitsgemeinde Sandersdorf entstand. Seitdem war Heideloh ein Ortsteil von Sandersdorf. Am 1. Juli 2009 wurden die Stadt Brehna und die Gemeinden Glebitzsch, Petersroda und Roitzsch nach Sandersdorf eingemeindet und zeitgleich benannte sich die Einheitsgemeinde in Sandersdorf-Brehna um. Seitdem ist Heideloh eine Ortschaft der jetzigen Stadt Sandersdorf-Brehna.

## Infrastruktur

### Verkehrsanbindung
Direkt westlich des Orts verläuft die Bundesautobahn 9, nördlich die Bundesstraße 183. Sie kreuzen sich nordwestlich von Heideloh an der Autobahnauffahrt Bitterfeld-Wolfen.
Heideloh erhielt 1897 mit Eröffnung der Nebenbahn Bitterfeld–Stumsdorf Anschluss an das deutsche Schienennetz. Der Schienenpersonennahverkehr wurde im Jahr 2002 eingestellt. Die Deutsche Bahn AG legte die Strecke zunächst still und verpachtete sie bis 2025 an die Zörbiger Infrastrukturgesellschaft mbH, die sie im Güterverkehr nutzt.

### Gewerbe
Der einstige „Gewerbepark Heideloh“ westlich der A9 wurde mit dem östlich der A9 gelegenen „MicroTechPark“ zum „TechnologiePark Mitteldeutschland“ vereinigt. Dieses Entwicklungsgebiet umfasst östlich der Autobahn A9 eine Fläche von ca. 375 ha in den Fluren der ehemaligen Gemeinden Heideloh, Rödgen, Sandersdorf und Thalheim, davon gehören ca. 165 ha zur Ortschaft Heideloh. In diesem Teil des Gewerbeparks ist in den vergangenen Jahren ein Komplex der Solarindustrie entstanden, der im Volksmund „Solar Valley“ genannt wird.